# Wierny Rusłan
Wierny Rusłan (ros. Верный Руслан) – powieść rosyjskiego pisarza Gieorgija Władimowa.

## Fabuła
Jest to historia wartowniczego psa o imieniu Rusłan, który po zlikwidowaniu obozu zostaje również uwolniony (wyrzucony). Jako pies całym swoim psim sercem oddany obozowej służbie i zależny od swojego opiekuna (strażnika), nie potrafi odnaleźć się w nowej rzeczywistości na wolności. Po kilkutygodniowej tułaczce, żyjąc wspomnieniami wspaniałej przeszłości psa wartowniczego, zdycha w końcu koło publicznej latryny, nie rozumiejąc całej sytuacji, majacząc w ostatnich chwilach swojego psiego żywota o służbie...
Powieść jest w gruncie rzeczy tragiczną satyrą, mającą za pomocą metafory ukazać losy jednostki w totalitarnym systemie.

## O powieści
Przez krytyków uważana jest za jedno z najwybitniejszych dzieł epoki zastoju (1964–1985), tj. okresu pomiędzy obaleniem Chruszczowa a pieriestrojką Gorbaczowa. Jest to jedna z najbardziej trafnych i ostrych analiz totalitaryzmu.

„Wierny Rusłan” jest utworem pod każdym względem doskonałym [...] uważany jest przez wielu badaczy literatury za jedno z największych osiągnięć całej literatury rosyjskiej, także światowej. [...] Wśród wielu książek poświęconych tematyce łagrowej ma Rusłan znaczenie wyjątkowe. Jest bowiem ten utwór nie tylko, jak duża część innych powieści łagrowych, wstrząsającym świadectwem tamtych czasów, ale też najlepszą analizą totalitaryzmu, wszechstronnym portretem istoty zniewolonej, głębokim analitycznym opisem metod i stopni degradacji człowieka w sowieckiej rzeczywistości.

Psim bohaterom poświęcono już setki stron. Użalał się nad smętnym losem Kasztanki Antoni Czechow, gloryfikował bohaterstwo „Białego Kła” Jack London [...]. „Wierny Rusłan” spośród całej olbrzymiej literatury z psim światem związanej wyłamuje się w sposób absolutny. [...]. Nikt przed Władimowem nie odtworzył tak skomplikowanych zawiłości łączących i dzielących człowieka i zwierzę, uczucia uległości i nienawiści, podporządkowania i buntu, dominacji i strachu [...]. Chyba w żadnym z utworów literatury światowej nie opisano z taką drobiazgową dokładnością potwornych warunków psycho-fizycznych, w jakich za sprawą zdemoralizowanego przez system człowieka znalazł się nieszczęsny wierny Rusłan, kiedy zabrakło mu władzy zniewolonych panów. Któż został bardziej zdeprawowany – człowiek czy zwierzę?”

## Geneza powieści
Powieść miała złożoną genezę. Autor pisał ja trzykrotnie: po raz pierwszy i drugi w początkach lat 60., w okresie odwilży i po raz trzeci w 1975 roku, po propozycji jej wydania za granicą.
Kanwą powieści stała się zasłyszana historia o bezpańskich psach: na dalekiej północy zlikwidowano obóz, zwolniono ludzi i wypuszczono „na wolność” obozowe owczarki. Psy poszły do pobliskiej osady, wtopiły się w jej pejzaż i mimo całej nietypowości zachowania (choć skrajnie wychudzone – od nikogo nie przyjmowały jedzenia, wytresowane by brać je tylko od swoich opiekunów) stały się z czasem niezauważalne dla mieszkańców. Aż do pierwszej majowej czy październikowej manifestacji. Gdy przez osadę ruszył pochód, pojawiły się nagle, zbiegając ze wszystkich zakątków osady, otoczyły go i zwartym szykiem poprowadziły przed trybunę i dalej za miasto do bramy zrujnowanego obozu. Pochód milczących, przerażonych ludzi był eskortowany przez psy, które w myśl starej łagrowej zasady: „Krok w bok będzie uważany za próbę ucieczki” zajadle atakowały każdego kto próbował się z niego wyłamać. Dały się odwołać dopiero umundurowanym milicjantom którzy przybyli wezwani na miejsce.

## Wydania
Powieść w całości została zatrzymana przez cenzurę w ZSRR i po raz pierwszy wydana w 1975 przez emigracyjne wydawnictwo Possev we Frankfurcie n. Menem na podstawie przemyconego maszynopisu. W ZSRR po raz pierwszy legalnie, ukazała się dopiero w 1989 roku (wcześniej krążyła w samizdacie). Aż trzykrotnie była wydawana w l. 80. w nielegalnym obiegu w Polsce.